# 维勒普勒
维勒普勒（法語：Villepreux，法語發音：[vilpʁø] ⓘ），又称维尔普勒，是法国伊夫林省的一个市镇，位于该省东部，属于凡尔赛区。维勒普勒是法国国家新城伊夫林地区圣康坦的一部分。

## 地理
维勒普勒（48°49'48"N, 2°0'8"E）面积10.4 平方千米，位于法国法蘭西島大區伊夫林省，该省份为法国北部内陆省份，北起瓦兹河谷省，西接厄尔省，西南接厄尔-卢瓦省，东南接埃松省，东临上塞纳省。
与维勒普勒接壤的市镇（或旧市镇、城区）包括：布瓦达尔西、沙沃奈、莱克莱苏布瓦、丰特奈勒弗勒里、努瓦西勒鲁瓦、雷讷穆兰、圣农拉布勒泰什。

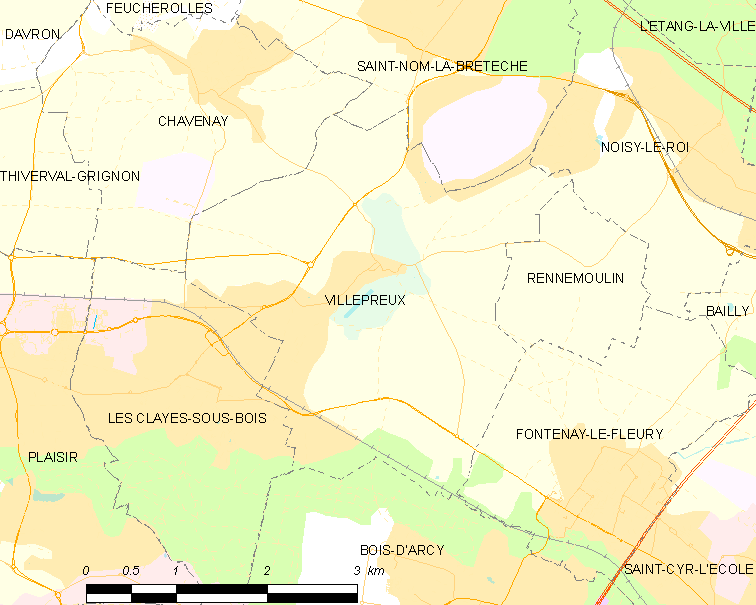
维勒普勒的OSM定位图

维勒普勒的时区为UTC+01:00、UTC+02:00（夏令时）。

## 行政
维勒普勒的邮政编码为78450，INSEE市镇编码为78674。

## 政治
维勒普勒所属的省级选区为圣西尔莱科勒县。

## 人口

1962-2008年间维勒普勒人口变化图示

维勒普勒于2022年1月1日时的人口数量为11568人。

## 友好城市
奥地利富尔普梅斯